# Jean Vallery-Radot
Pour les articles homonymes, voir Vallery-Radot.
Jean Vallery-Radot est un bibliothécaire et historien de l'art français né à Paris 8e le 24 mai 1890 et mort à Paris 16e le 8 novembre 1971,.

## Origines familiales et jeunesse
Né à Paris dans une famille bourgeoise, Jean Vallery-Radot est très tôt orphelin de père. Il est le neveu et le filleul de René Vallery-Radot, gendre de Pasteur, et donc le cousin germain de Louis Pasteur Vallery-Radot.
Titulaire d'une licence ès lettres à 17 ans, en 1907, il entre à l'École nationale des chartes où il obtient le diplôme d'archiviste paléographe en 1911, à l'âge de 21 ans, grâce à une thèse intitulée La cathédrale de Bayeux. Étude archéologique.
Il devient stagiaire au Cabinet des estampes mais doit partir à la Guerre. Ce n'est donc qu'en 1919 qu'il est recruté à la Bibliothèque nationale comme sous-bibliothécaire puis bibliothécaire (1920), au département des Imprimés puis aux Estampes.

## À la SDN
Il quitte cependant la BN en 1926, ayant posé sa candidature au poste de chef du service des archives de la Société des Nations, à Genève. Pierre Héliot souligne le « caractère quelque peu terre à terre de ses fonctions » mais il a toutefois l'occasion de contribuer au sauvetage des œuvres du Prado pendant la Guerre d'Espagne, en les accueillant à la bibliothèque de la SDN.

## Au Cabinet des estampes de la Bibliothèque nationale
Jean Vallery-Radot prend acte de la disparition de fait de la SDN en 1940 et décide de rentrer en France. Jean Laran l'accueille aux Estampes et lui donne même sa succession : Vallery-Radot dirige le Cabinet de 1942 à 1961.
Il enseigne l'histoire de la gravure à l'École du Louvre de 1942 à 1949.
Membre actif de plusieurs sociétés savantes (Société de l'histoire de l'art français, Société française d'archéologie, etc.), il est président de la Société de l'École des chartes en 1962-1963. Il a publié de nombreuses études, essentiellement sur le Moyen Âge et sur l'histoire de l'art : ses œuvres complètes comptent 337 numéros.
Il meurt en 1971 et sa femme en 1990.

## Œuvre
- Jean Vallery-Radot, « L'église de Beaumont-sur-Oise (Seine-et-Oise) », Bulletin monumental, Paris / Caen, A. Picard / H. Delesques, vol. 76,‎ 1912, p. 319-331 (ISSN 0007-473X, lire en ligne)
- La Cathédrale de Bayeux, 1922.
- Deux Tableaux attribués à Charles Lepeintre, 1922.
- L'Église Saint-Ours de Loches, 1924.
- Les Cochin du XVIIe siècle, 1926.
- L'Almanach des Jésuites de 1654, 1926.
- L'Église d'Étretat, notice archéologique, 1926.
- L'Église de la Trinité de Fécamps, 1928.
- Le premier art roman de l'Occident méditerranéen, 1929.
- Les analogies des églises de Saint-Fortunat-de-Charlieu et d'Anzy-le-Duc, 1929.
- L'Architecture religieuse en Hongrie sous la dynastie arpadienne, 1929.
- De Limoges à Brantôme, au Puy et à Valence. Recherches sur la filiation d'un groupe de clochers romans, 1929.
- La Cathédrale de Metz, 1931.
- Beaugency, église Notre-Dame et donjon, 1931.
- L'Église Saint-Pierre-le-Guillard, à Bourges. Notes, relevés, dessins et photographies de Jacques Barge, 1931.
- Églises romanes, filiations et échanges d'influences, 1931.
- Les dates des autels de la Major de Marseille et de Saint Guilhem-le-Désert, 1938.
- L'Église Saint-André-le-Bas de Vienne et ses rapports avec Saint-Paul de Lyon, N-D d'Andance et N-D de Die, 1938.
- Les Églises romanes du Rouergue, 1940.
- La Cathédrale de Bazas, 1941.
- La Résurrection du cloître de Saint-André-le-Bas, à Vienne, 1943.
- L'Ancienne abbatiale Saint-Pierre-de-Lagny et ses rapports avec la cathédrale de Troyes, 1949.
- La Chartreuse du Liget et la Corroirie, Société française d'archéologie, 1949.
- Le Château et l'ancienne collégiale d'Ussé, 1949.
- L'Ancienne collégiale de Montrésor, 1949.
- L'Ancienne église abbatiale de Beaulieu-lès-Loches, 1949.
- Chitry, Église Saint-Valérien, 1951.
- L'Église de Vic-la-Gardiole, 1951.
- L'Église Sainte-Marie de Quarante, 1951.
- L'Ancienne cathédrale de Maguelone, 1951.
- L'Église de Saint-Martin de Londres, 1951.
- L'Ancienne cathédrale Saint-Étienne d'Agde, 1951.
- Cinq siècles d'affiches illustrées françaises, 1953.
- Introduction à l'histoire des églises de la Suisse Romande, des origines au milieu du XIIIe siècle, 1953.
- Le Dessin français au XVIIe siècle, 1953.
- L'ancienne Cathédrale Saint-Maurice de Vienne, des origines à la consécration de 1251, chronologie et décor des parties romanes, 1953.
- Une annexe disparue de la Cathédrale de Chartres: la chapelle Saint-Jérôme, 1954.
- L'Église Saint-Pierre-ès-Liens, à Ervy, 1955.
- Picasso, l'œuvre gravé, 1955.
- L'Art français de Delacroix à nos jours, dessins, aquarelles, estampes, 1956.
- Chagall, l'œuvre gravé, 1957.
- L'Église Notre-Dame de Villeneuve-l'Archevêque, 1957.
- L'Église Saint-Florentin, à Saint-Florentin, 1957.
- Daumier, le peintre graveur, 1958.
- Aspects et tendances de l'architecture religieuse dans les pays de l'Yonne jusqu'au début du XVIIe siècle, 1958.
- Auxerre, la Cathédrale Saint-Étienne, les principaux textes de l'histoire de la construction, 1958.
- L'Église Saint-Eusèbe d'Auxerre, 1958.
- L'Église Saint-Pierre d'Auxerre, 1958.
- Avallon, 1958.
- Joigny, les églises et le château, 1958.
- L'ancienne chapelle de la Commanderie des Templiers du Saulce d'Island, 1958.
- Cravant, Église Saint-Pierre et Saint-Paul, 1958.
- L'Église de Saint-Cydroine, 1958.
- L'ancien collège des Jésuites de Dôle et son Église, 1960.
- L'Église de Saint-Hymetière, 1960.
- L'art roman en France - Bourgogne et régions limitrophes, 1961.
- L'ancienne porte de la salle capitulaire de Saint-Germain d'Auxerre, 1961.
- Quand Meryon était marin. Ses dessins inédits de la campagne de la corvette Le Rhin (1842-1843), conservés au Cabinet des Estampes, 1961.
- Intérêt archéologique de l'œuvre de Saenredam, à propos d'une exposition récente, 1962.
- De Glanum à l'Avignon du XVIIIe siècle, 1963.
- La consécration de l'Église de Cruas, Ardèche, par le Pape Urbain II en 1095, commémorée par une mosaïque disparue, 1963.
- L'Église Notre-Dame de Mornas, 1963.
- L'Église Saint-Quenin de Vaison, 1963.
- Textiles en Europe sous Louis XV. Les plus beaux spécimens de la collection Richelieu, 1964.
- Le Donjon du château de Lillebonne, 1966.
- L'ancienne prieurale Notre-Dame à la Charité-sur-Loire, 1967.
- L'Église Saint-Pierre à Champvoux, 1967.
- La Tour Blanche d'Issoudun.
- Le Mont-Saint-Michel, travaux et découvertes.

## Distinctions
- Officier de la Légion d'honneur (1955)[6]
- Commandeur de l'ordre national du Mérite
- Croix de guerre 1914–1918
- Commandeur de l'ordre des Palmes académiques
- Commandeur de l'ordre des Arts et des Lettres
- Officier de l'Ordre royal suédois de l’Étoile polaire